# Lucie Debay

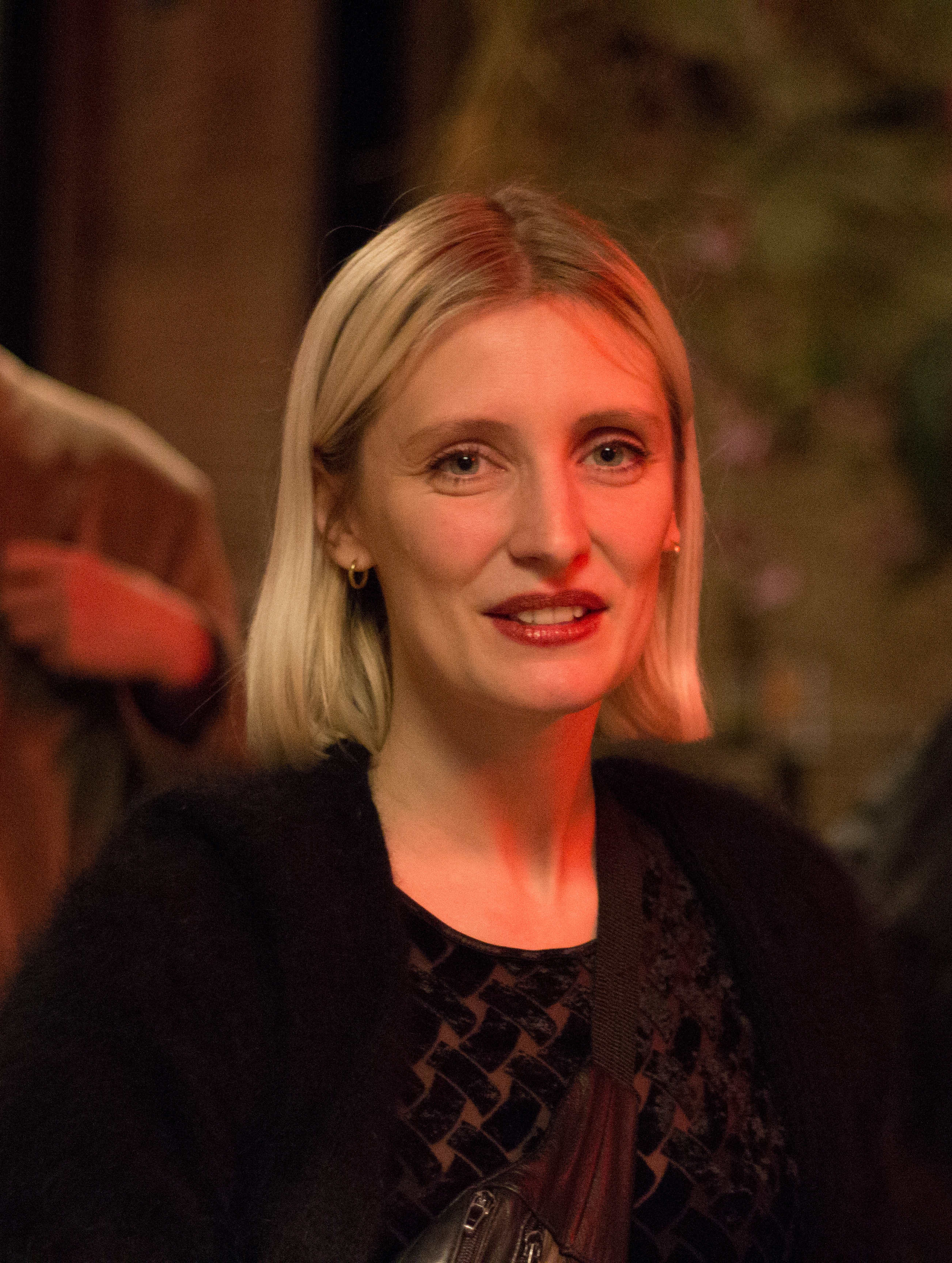
Lucie Debay (2020)

Lucie Debay (* 2. März 1985 in Le Mans) ist eine französisch-belgische Schauspielerin.

## Leben
Lucie Debay ist als Tochter einer französischen Zen-Buddhistin und eines Belgiers in Frankreich geboren. Eine lange Zeit der Kindheit verbrachte sie mit ihrer Mutter in Meditation bei buddhistischen Mönchen.  Zwischendurch lebte sie bei ihrem Vater in Togo. Während ihrer Schulzeit in Frankreich war sie eine gute Basketballspielerin, besuchte aber auch Filmkurse. Im Jahr 2005 schrieb sie sich an der Kunsthochschule INSAS in Brüssel ein, wo sie bis 2009 ein Masterstudium erfolgreich abschloss. Neben vielen Theaterengagements in Frankreich, der Wallonischen Region und Norwegen ist sie, seit ihrem Spielfilmdebüt in Somewhere Between Here and Now im Jahr 2009, auch als Filmschauspielerin regelmäßig beschäftigt. International bekannt wurde sie 2014 durch die Rolle der Melody in Melodys Baby, für die sie sowohl den Darstellerpreis beim Montreal World Film Festival als auch den Magritte als beste Nachwuchsdarstellerin gewann. Als Jurorin war sie bei einem Kurzfilmfestival im Einsatz.

## Theaterrollen (Auswahl)
- 2006: Endogonidia Tragedy, Regie: Romeo Castellucci nach Socìetas Raffaello Sanzio, Théâtre du Maillon, Straßburg
- 2010–2011: Ivanov, Regie: Armel Roussel nach Anton Pawlowitsch Tschechow, Théâtre Les Tanneurs, Brüssel
- 2011: Play Loud, Regie: Falk Richter, Théâtre national Wallonie-Bruxelles
- 2012: Parasites, Regie: Vincent Hennebicq nach Marius von Mayenburg, Théâtre national Wallonie-Bruxelles
- 2012: Heroes (just for one day), Regie: Vincent Hennebicq, Théâtre national Wallonie-Bruxelles
- 2013: King Dom, Regie: Manah Depauw, BIT Teatergarasjen, Bergen
- 2014: Le nu civil, Regie: Jean-Baptiste Calame, Théâtre de La Balsamine, Brüssel[6]
- 2017–2018: Darius, Stan et Gabriel contre le monde méchant, Regie: Claude Schmitz, unter anderem in den Halles de Schaerbeek (Brüssel), am Théâtre de l’Union (Limoges) und am Théâtre de Liège (Lüttich)[7]

## Filmografie (Auswahl)
Schauspielerin
- 2009: Somewhere Between Here and Now
- 2013: Bevor der Winter kommt (Avant l'hiver)
- 2014: Melodys Baby (Melody)[8][9]
- 2015: Neun Tage im Winter (Fernsehfilm, Neuf jours en hiver)[10]
- 2015: Villeperdue
- 2016: King of the Belgians[11]
- 2016: Die Beichte (La Confession)[12]
- 2017: Lola Pater[13]
- 2018: Unsere Kämpfe (Nos batailles)[14]
- 2019: The Barefoot Emperor
- 2019: Cleo
- 2019: Cabarete
- 2020: Hunted – Waldsterben (Hunted)
- 2020: Une vie démente
- 2020: À la folie
- 2020: Lebenslinien (Si demain)
- 2021: Lucie perd son cheval
- 2022: Une comédie romantique
- 2023: Le syndrome des amours passées

Drehbuchautorin und Schauspielerin
- 2015: Daedalus (gemeinsam mit Jean-Manuel Fernandez)[15]

## Auszeichnungen
- 2014: Darstellerpreis beim Montreal World Film Festival für Melody, gemeinsam mit Rachael Blake[16]
- 2016: Magritte als beste Nachwuchsdarstellerin für Melody[17]
- 2019: Magritte als beste Nebendarstellerin für Nos batailles[18]